# Minglanilla (Filipiny)
Minglanilla – miasto na Filipinach w regionie Środkowe Visayas, na wyspie Cebu. W 2010 roku liczyło 113 178 mieszkańców.